# 多珠小檗
多珠小檗（学名：Berberis multiovula）为小檗科小檗属下的一个种。

## 扩展阅读
- 維基物種上的相關：多珠小檗